# Carterville (Missouri)
Carterville é uma cidade localizada no estado americano de Missouri, no Condado de Jasper.

## Demografia
Segundo o censo americano de 2000, a sua população era de 1850 habitantes.
Em 2006, foi estimada uma população de 1927, um aumento de 77 (4.2%).

## Geografia
De acordo com o United States Census Bureau tem uma área de
6,8 km², dos quais 6,8 km² cobertos por terra e 0,0 km² cobertos por água.

## Localidades na vizinhança
O diagrama seguinte representa as localidades num raio de 8 km ao redor de Carterville.